# Escuela literaria salmantina del siglo XVIII

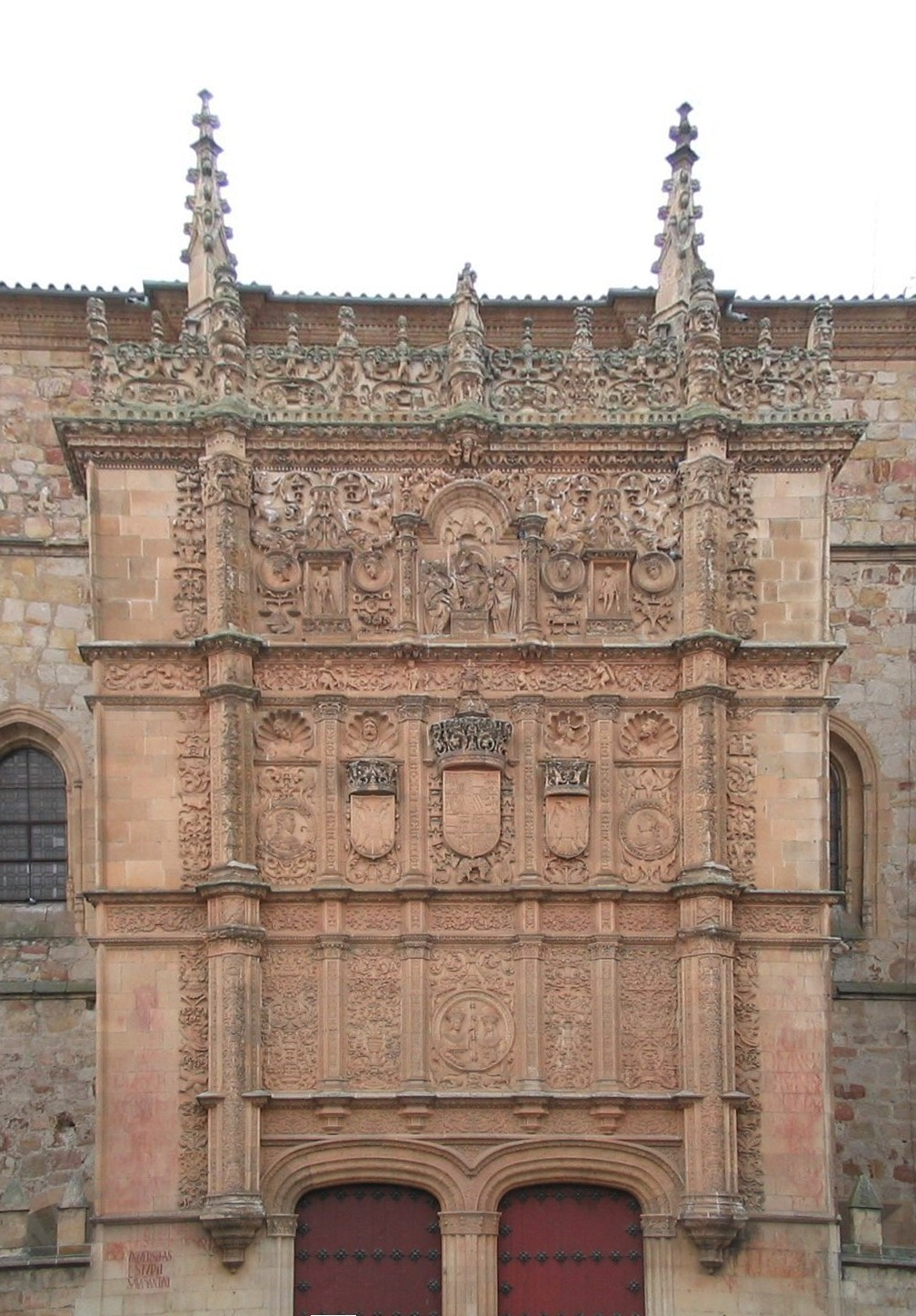
Fachada principal del Edificio histórico de la Universidad de Salamanca.

Se denomina Segunda Escuela Salmantina o Escuela Poética Salmantina a la que prosperó a finales del siglo XVIII en Salamanca.

## Historia
Fue acaudillada en un primer momento por José Cadalso y luego por Juan Meléndez Valdés; sus principios eran los de una poesía filosófica e ilustrada, de carácter fundamentalmente pragmático. De ahí que sus géneros preferidos fueran los que pretendían de algún modo reformar las costumbres humanas individuales o sociales: la fábula, el epigrama, la sátira y el poema filosófico o didáctico, aunque también cultivaron, y no poco, la poesía pastoril. Esos principios fueron expuestos en la Epístola de Jovellanos. La mayoría de sus componentes adoptaron algún sobrenombre o máscara poética: fray Diego Tadeo González (Delio), José Cadalso (Dalmiro), Juan Meléndez Valdés (Batilo o Meliso), Juan Pablo Forner (Amintas), José Iglesias de la Casa (Arcadio), Gaspar Melchor de Jovellanos (Jovino), Juan Fernández de Rojas (Liseno),  Andrés del Corral (Andrenio), Ramón Cáseda (Hormesindo), Pedro Estala (Damón), León de Arroyal (Cleón), Salvador de Mena (Menalio), el P. Alba (Albano), Eugenio Llaguno y Amírola (Elpino); don Gaspar González de Candamo y monseñor Antonio Tavira Almazán siempre son llamados por su patronímico. Por el contrario, Manuel María Cambronero, Fabio. Entre las «pastoras», sólo conocemos con certeza a Silvia (la duquesa de Alba) y a Rosana (Rosa de la Nueva y Tapia)...

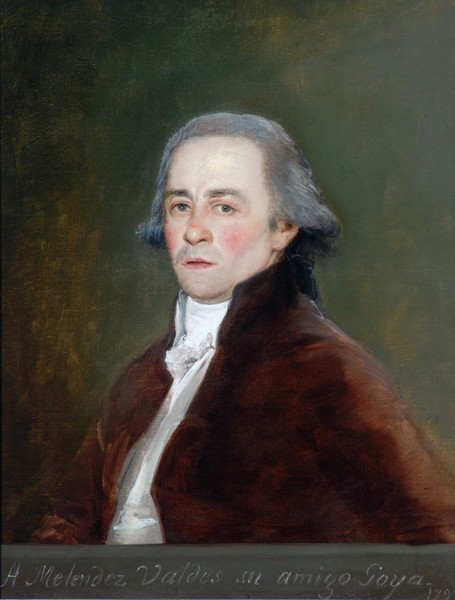
Juan Meléndez Valdés, retratado por Goya en 1797.

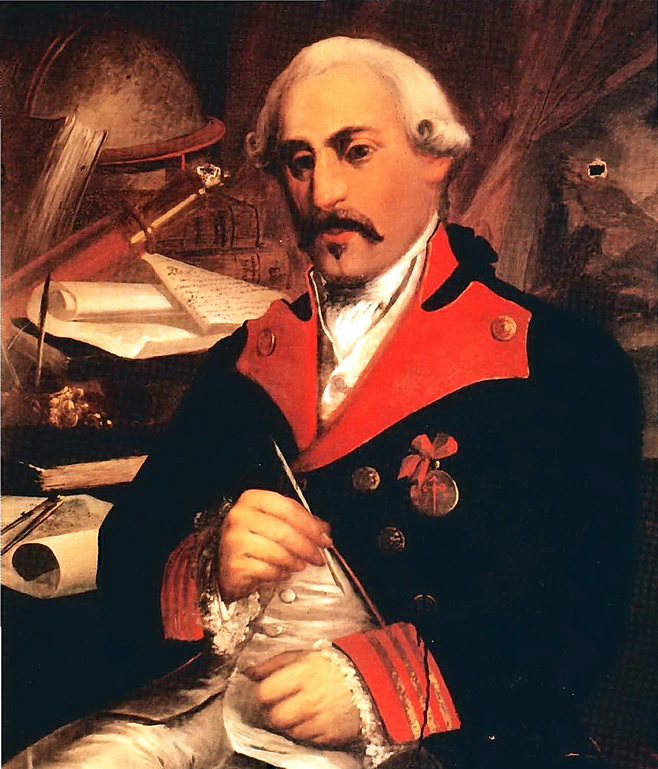
José Cadalso según Pablo de Castas Romero (1855).

Por otra parte, y como influjo de una cierta tendencia al esparcimiento propia del miniaturismo, intimismo y hedonismo del Rococó, gustaban de los temas mitológicos y la poesía de Anacreonte entre los griegos y de Horacio entre los romanos; si se trataba de poetas españoles, los predilectos eran sobre todo los del Renacimiento y fray Luis de León sobre todo, aunque también Garcilaso de la Vega, Esteban Manuel de Villegas y Bernardino de Rebolledo.
La primera mención del también llamado Parnaso Salmantino se debe al poeta Diego Tadeo González, quien la acuña en el año 1775 en una carta dirigida al también agustino y miembro de la Academia sevillana Fr. Miguel de Miras (Mireo), considerada acta de constitución de la Escuela. Este Parnaso salmantino se compone de cinco poetas, que se tratan con familiaridad y mutuamente se estiman. Los tres, Liseno (Juan Fernández de Rojas), Delio (el propio Diego Tadeo González) y Andrenio (Andrés del Corral) son de casa. Los otros dos poetas son jóvenes seglares profesores de jurisprudencia, pero dos años antes, en 1773, en una carta enviada a Moratín padre por Cadalso se habla ya muy expresivamente de la existencia en la ciudad de un grupo de poetas entregados a la creación, "la Academia de Meléndez y su compañero que juntos me hacen tertulia dos horas todas las noches, leyendo nuestras obras y las ajenas, y sujetándose cada uno de los tres a la rigurosa crítica de los otros dos". La época de florecimiento de esta segunda escuela lírica de Salamanca debe situarse pues entre 1770 y 1794, aunque su actividad perdurará hasta 1820. En 1776 la escuela experimenta un giro en sus concepciones estéticas debido a la influencia ejercida por Gaspar Melchor de Jovellanos, quien en el mes de julio envía una famosa epístola en verso a fray Diego, Valdés y Rojas, en la que les recomendaba dirigir sus composiciones a temas más trascendentes y universales como eran los temas didácticos, morales, patrióticos e históricos, además de la necesidad de abordar la reforma del teatro, de la que encargaba a Rojas. Trataba con ello de que los poetas salmantinos se comprometieran con los problemas de la humanidad. Por otra parte, su amor por la literatura grecolatina debía no poco a la reforma del estudio de las lenguas clásicas promovida en la universidad por el catedrático de griego fray Bernardo Agustín de Zamora.
Se reunían en el convento de San Agustín en Salamanca, hoy desaparecido. Allí estaba enterrado fray Luis de León y allí estaba su huerto, tradición de la que se sentían seguidores. Los autores principales de la escuela salmantina del siglo XVIII, fuera de los ya mencionados José Cadalso y Juan Meléndez Valdés, son fray Diego Tadeo González (1733-1794), José Iglesias de la Casa (1748-1791), Juan Fernández de Rojas, Gaspar Melchor de Jovellanos (1744-1811), León de Arroyal, Juan Pablo Forner, Andrés del Corral y Ramón Cáseda y Esparza. Extrínsecos, pero vinculados en sustancia a los modos poéticos salmantinos están el toledano Cándido María Trigueros (1736-1798), Félix María de Samaniego (1745-1801), Tomás de Iriarte (1750-1791), José de Viera y Clavijo, Pedro Estala y el primer y juvenil Manuel José Quintana.